# شون همفريز
شون همفريز (11 يناير 1973 في المملكة المتحدة - ) (بالإنجليزية: Shaun Humphries)‏ هو لاعب كريكت بريطاني. لعب مع نادي مقاطعة ساسكس للكركيت ‏.

## وصلات خارجية
- شون همفريز على موقع إي آس بي آن كريك إنفو (الإنجليزية)